# 制度通
『制度通』（せいどつう）は、江戸時代中期の日本における歴史書で、古代中国の制度の沿革および、対応した日本の制度の関係を各項別に記述した書物である。
撰者は伊藤東涯（1670年 - 1736年）、全13巻。

## 成立
成立は享保9年（1724年）であるが、子の伊藤善韶（東所）校訂本として、寛政9年（1797年）に公刊された。
なお、天理大学附属天理図書館には、古義堂旧蔵の『制度通刪』が蔵されている（『古義堂文庫目録』「上巻　東涯書誌略」）。この書を併せ検証することで、本書の編纂経過が明らかとなる。

## 内容
東涯は、各種の制度全般にわたり、中国の上代より唐に至る制度の変遷を跡付け、それに対して、律令制国家時代の日本の制度の沿革を記し、更に宋より明に至る中国の制度の沿革について述べている。

## 構成
- 巻1 「天文・暦法」
  - 元年改元の事
  - 正朔三統の事
  - 日星躔度の事
  - 暦法の事

- 巻2 「地理・都邑」
  - 州県郡国の事
  - 郡県大小等差の事
  - 内朝・外朝並びに朝会の事
  - 宮殿名称の事
  - 都邑坊城並びに皇城・宮城門号の事

- 巻3 「官僚制度」
  - 三公・三師・三少の事
  - 唐三省・本朝太政官の事
  - 六官・九寺・六部・八省の事
  - 後宮官の事
  - 東宮官属の事

- 巻4 「官僚制度」
  - 官秩位階正従の事
  - 兼行守試の事
  - 功臣号並びに賜の事
  - 官職四等四分の事
  - 詔勅制誥並びに位記等の事
  - 冊授・勅授等の事

- 巻5 「官僚制度」
  - 服章の事
  - 印章の事
  - 俸禄の事
  - 符牌勘合の事
  - 僧尼度牒の事

- 巻6 「選挙」
  - 進士及第・状元・三場の事
  - 考課の事

- 巻7 「廟制」
  - 任子蔭補の事
  - 廟制並びに間架の事
  - 九族（中国語版）・五宗・五服（中国語版）並びに本朝五等親の事
  - 廟号・陵号並びに臣下諡号の事

- 巻8 「財政・経済」
  - 古今戸口多寡の事
  - 墾田並びに税糧総数の事
  - 田賦並びに井田・租庸調・両税の事

- 巻9 「財政・経済」
  - 田法歩畝頃並びに本朝町段の事
  - 行程里数の事
  - 成丁の事
  - 復除並びに蠲符の事
  - 旌表の事
  - 常平倉・社倉並びに本朝屯倉・公廨田の事

- 巻10 「財政・経済」
  - 銭貨の事
  - 尺度の事
  - 斗斛の事
  - 権衡の事
  - 端匹屯絇の事
  - 姓氏の事
  - 名字の事

- 巻11 「文教」
  - 釈奠の事
  - 楽の事
  - 経籍の事
  - 学校の事

- 巻12 「律令・兵制」
  - 律令格式の事
  - 兵制並びに本朝軍団の事

- 巻13 「刑法」
  - 五刑の事
  - 十悪並びに本朝八虐の事
  - 八議並びに本朝六議の事
  - 議請減贖・官当・除免の事
  - 大赦・常赦・曲赦の事
  - 私度・越度・冒度の事
  - 保辜限の事
  - 才技長上の事
  - 土功並びに長功・中功・短功の事

## 刊行書籍
- 飯田伝一校訂本（金港堂書籍、1912年）
- 滝本誠一翻刻本（史誌出版社「日本経済大典 第10巻」、1928年）
- 吉川幸次郎校訂本（岩波文庫（上下）、1944年-1948年、復刊1991年、2005年）
- 中文出版社・影印本（1978年）、中国語書籍
- 礪波護・森華校訂本（平凡社 東洋文庫（全2巻）、2006年）